# (6642) Henze
(6642) Henze – planetoida z pasa głównego asteroid okrążająca Słońce w ciągu 5 lat i 230 dni w średniej odległości 3,16 j.a. Została odkryta 26 października 1990 roku w obserwatorium w Oohira przez Takeshiego Uratę. Nazwa planetoidy pochodzi od Martina Henze (ur. 1981), astronoma zajmującego się w Instytucie Fizyki Towarzystwa Maxa Plancka odkryciami gwiazd nowych. Przed nadaniem nazwy planetoida nosiła oznaczenie tymczasowe (6642) 1990 UE3.